# Comté d'Ontonagon
Le comté d'Ontonagon (Ontonagon County en anglais) est situé dans le nord-ouest de la péninsule supérieure de l'État du Michigan, sur la rive du lac Michigan. Son siège est à la ville d'Ontonagon. Selon le recensement de 2000, sa population est de 7 818 habitants.

## Géographie
Le comté a une superficie de 9 690 km², dont 3 397 km² est de terre.

### Comtés adjacents
- Comté de Houghton (est)
- Comté d'Iron (sud-est)
- Comté de Gogebic (sud-ouest)